# Turbo polka
»Turbo polka« je skladba in tretji singel skupine Atomik Harmonik iz leta 2005. Avtorji skladbe so Dare Kaurič (gb), Mark Duran (b) in Martin Neumayer (b) in Boris Köhler (b). Video je režiral Jani Pavec.
S to skladbo so uspešno prodrli v tujino, na nemško govorno področje. Uvrstila se je celo na uradne državne lestvice singlov v Nemčiji (34. mesto) in v Avstriji (64. mesto).
Enega izmed remiksov je prispevala znana italijanska skupina Eiffel 65 (en), ki je leta 1998 izdala svetovno znano uspešnico »Blue (Da Ba Dee«) (en). 

## Snemanje
Maxi single, ki je izšel pri založbi Hansa Records (en), je bil v celoti posnet, na novo zmiksan in sproducirana v sodelovanju z nemškimi producenti. Nahaja pa se na njihovem prvem studijskem albumu Brizgaaaaj!.

## Zasedba

### Produkcija
- Dare Kaurič – glasba, besedilo, producent (7)
- Boris Köhler – besedilo (8)
- Martin Neumayer – besedilo (1, 2, 3, 4, 5, 8), producent (3, 4)
- Mark Duran – besedilo (1, 2, 3, 4, 5, 8), producent (3, 4)
- Klaus Biedermann – producent (3, 4)
- Aleš Čadež – aranžma
- Gordana Žeželj – producent (1, 2, 5, 6, 7, 8)

### Miks
- Bliss Co – skladba (1, 2, 6, 8)
- Klaus Koschutnik (Monkey Circus) – skladba (3)
- Tommy Trinkl (Monkey Circus) – skladba (3)
- Stefan Deutsch (Silverstation) – skladba (4)
- Thomas Greisel (Silverstation) – skladba (4)
- Chris Kusch – skladba (5)

### Studijska izvedba
- Špela Grošelj – vokal
- Špela Kleinercher – vokal
- Jani Pavec – vokal
- Dejan Čelik – harmonika

## Maxi single
Zgoščenka
- 1. Turbo polka (radio mix) – 3:26
- 2. Turbo polka (radio extended) – 5:22
- 3. Turbo polka (apres ski mix) – 3:41
- 4. Turbo polka (dance mix) – 3:58
- 5. Turbo polka (polka mix) – 3:28
- 6. Turbo polka (karaoke mix) – 3:26
- 7. Brizgalna brizga (original) – 3:56

Bonus track
- 8. Turbo polka (joghurt splash mix) – 2:55

## Lestvice

### Tedenska lestvica
| Lestvica (2005)                   | Top mesto |
| --------------------------------- | --------- |
| Avstrija (Ö3 Austria Top 40)      | 64        |
| Nemčija (Official Charts Germany) | 34        |